# Marco Parolo
Marco Parolo (* 25. Januar 1985 in Gallarate) ist ein ehemaliger italienischer Fußballspieler. Der Mittelfeldspieler stand zuletzt bei Lazio Rom unter Vertrag.

## Karriere

### Verein
Parolo entstammt der Jugend von Calcio Como. 2004 wurde er in den Profikader übernommen und absolvierte seine erste komplette Saison. nach dieser wechselte er zum AC Pistoiese, für den er zwei Jahre aktiv war. Nach zwei weiteren einjährigen Stationen bei Foligno Calcio und Hellas Verona schloss er sich 2009 dem AC Cesena an. Mit diesem gelang ihm in der Saison 2009/10 der Aufstieg in die Serie A, wo sich Cesena zwei Jahre hielt und Parolo den Durchbruch im Profifußball schaffte. Nach dem Abstieg Cesenas in der Saison 2011/12 wechselte er zum FC Parma und etablierte sich dort als Stammspieler. Zur Saison 2014/15 wechselte Parolo zum Ligakonkurrenten Lazio Rom. Im Sommer 2021 beendete der Italiener seine Karriere.

### Nationalmannschaft
Nachdem Parolo nie für eine Jugendauswahl Italiens eingesetzt wurde, nominierte ihn Cesare Prandelli für das EM-Qualifikationsspiel am 25. März 2011 gegen Slowenien und das Freundschaftsspiel gegen die Ukraine am 29. März. In Letzterem kam er zu seinem ersten Einsatz für die Nationalelf, als er in der 88. Minute für Claudio Marchisio eingewechselt wurde. Für die Weltmeisterschaft 2014 in Brasilien wurde er für den italienischen Kader nominiert und kam in den Gruppenspielen gegen England (2:1) und Uruguay (0:1) zum Einsatz.
Bei der Fußball-Europameisterschaft 2016 in Frankreich wurde er in das italienische Aufgebot aufgenommen. Er stand in 4 Spielen in der Startelf und spielte jeweils über die volle Spielzeit. Lediglich im dritten Vorrundenspiel, als es für Italien um nichts mehr ging, durfte er pausieren. Das Viertelfinale gegen Deutschland ging ins Elfmeterschießen und er musste als siebter Schütze antreten. Er verwandelte, aber ein Teamkamerad vergab danach und Italien schied aus.
In der anschließenden WM-Qualifikation gehörte Parolo unter Gian Piero Ventura zum Stammpersonal der Italiener, auch in den Play-off-Spielen gegen Schweden im November 2017, in denen man die WM 2018 verpasste. Unter Interimstrainer Luigi Di Biagio stand Parolo letztmals im März 2018 im Kader Italiens, sein bisher letztes Länderspiel absolvierte er am 27. März 2018 gegen England. Seitdem wurde Parolo nicht mehr für die Nationalmannschaft berücksichtigt.

## Erfolge
Lazio Rom
- Italienischer Supercup: 2017, 2019
- Italienischer Pokal: 2018/19